# Thomas Hauschild
Thomas Hauschild (* 16. Oktober 1955 in Berlin) ist ein deutscher Ethnologe und Hochschullehrer.

## Leben
Hauschild studierte von 1973 bis 1979 Völkerkunde, Volkskunde und Religionswissenschaft an der Universität Hamburg, wo er 1979 mit einer Dissertation über den Bösen Blick promoviert wurde. Im gleichen Jahr kuratierte er mit Heidi Staschen und Regina Troschke im Hamburger Museum für Völkerkunde die Ausstellung Hexen, die in drei Versionen 15 Jahre lang wanderte und über eine Million Besucher hatte. Zwischen 1980 und 1982 war Hauschild Mitarbeiter des Völkerkundemuseums in Berlin-Dahlem. Von 1982 bis 1984 führte er als Stipendiat der Alexander-von-Humboldt-Stiftung eine stationäre ethnologische Feldforschung zum Thema Religion und Politik in der süditalienischen Provinz Basilicata durch. Über diese Forschungen verfasste er eine Studie, mit der er 1990 an der Universität zu Köln habilitiert wurde. Die Forschungen wurden bis zum Jahre 2000 bei regelmäßigen Aufenthalten von einigen Wochen bis Monaten fortgesetzt und führten 2002 zur Publikation seines vielfach beachteten Hauptwerkes über „Macht und Magie in Italien“ (englische Übersetzung 2011). Nils Minkmar schrieb in der Frankfurter Allgemeinen Zeitung über „Macht und Magie …“, dass hier „ganz ohne akademischen Pomp […] auch die brisanten kulturwissenschaftlichen Fragen der Zeit: nach der Zukunft der Aufklärung, nach dem Verhältnis von populären Erzählungen zum wissenschaftlichen Diskurs, nach der Letztbegründung von Glaubenssystemen“ verhandelt werden.
1992 wurde Hauschild auf eine Professur für Ethnologie an der Universität Tübingen berufen. Vom Sommersemester 2008 bis zu seiner Frühpensionierung am Ende des Wintersemesters 2015/16 lehrte er als Professor für Ethnologie und vergleichende Kultursoziologie an der Martin-Luther-Universität Halle-Wittenberg. Hauschild ist korrespondierendes Mitglied der Heidelberger Akademie der Wissenschaften.
Bis 2013 war Thomas Hauschild Mitherausgeber der Zeitschrift für Kulturwissenschaften, die er 2007 gemeinsam mit Lutz Musner begründete, und der Zeitschrift Historische Anthropologie. Ab 2000 arbeitete er für einige Jahre intensiv theateranthropologisch mit Bühnenregisseuren zusammen (Christoph Marthaler, Christoph Schlingensief). Zugleich forschte Hauschild gemeinsam mit zahlreichen jüngeren Kollegen zum Synkretismus zwischen den Religionen des Mittelmeerraumes und zu den geographischen Hintergründen religiöser Fundamentalismen im euromediterranen Raum.
Gastprofessuren und Fellowships führten Thomas Hauschild unter anderem an die Universitäten Hamburg, Heidelberg und Hannover, an die FU Berlin, die Universität La Sapienza in Rom und das Istituto Orientale in Neapel, die Maison méditerranéenne des sciences de l’homme in Aix-en-Provence. Er arbeitete drei Semester als Fellow am Wissenschaftskolleg zu Berlin und ein Semester am Internationalen Forschungszentrum Kulturwissenschaften (IFK) in Wien. Ein Jahr lebte er als Fellow des Käte–Hamburger-Kollegs im Exzellenzprojekt „Dynamiken der Religionsgeschichte zwischen Asien und Europa“ an der Ruhr-Universität Bochum. Für das Sommersemester 2017 wurde Hauschild zum Hans-Blumenberg-Professor am Exzellenzcluster „Politik und Religion“ der Universität Münster ernannt.
Im Jahre 2012 veröffentlichte Thomas Hauschild eine kulturvergleichende Studie über die Multikulturalität und die asiatischen Hintergründe des westlichen Weihnachtsmanns, die Jürgen Kaube in der Frankfurter Allgemeinen Zeitung als „das schönste Sachbuch des Jahres“ bezeichnete. Zur Zeit schreibt Hauschild an einem Buch über Geistererscheinungen, Besessenheitskulte und die Neurobiologie von Halluzinationen und Videogames.

## Veröffentlichungen (Auswahl)
- Der böse Blick. Ideengeschichtliche und sozialpsychologische Untersuchungen (= Beiträge zur Ethnomedizin. Band 7). Überarbeitete Neuauflage. Mensch und Leben, Berlin 1982, ISBN 3-88911-001-0.
- unter Mitarbeit von Heidi Staschen: Die alten und die neuen Hexen. Die Geschichte der Frauen auf der Grenze. Heyne, München 1987, ISBN 3-453-00083-8.
- als Hrsg.: Lebenslust und Fremdenfurcht: Ethnologie im Dritten Reich. Suhrkamp-Verlag, Frankfurt am Main 1995, ISBN 3-518-28789-3.
- mit Heidi Staschen: Hexen. Königsfurt, Krummwisch 2001, ISBN 3-89875-001-9.
- Macht und Magie in Italien. Merlin-Verlag, Gifkendorf 2002, ISBN 3-87536-232-2 (englisch unter dem Titel Magic and Power in Southern Italy. Übersetzt von Jeremy Gaines. Berghahn, London 2011, ISBN 978-1-84545-482-1).
- mit Bernd Jürgen Warneken (Hrsg.): Inspecting Germany: Internationale Deutschland-Ethnographie der Gegenwart. Lit-Verlag, Münster u. a. 2002, ISBN 3-8258-6123-6.
- Ritual und Gewalt: Ethnologische Studien an europäischen und mediterranen Gesellschaften. Suhrkamp, Frankfurt am Main 2008, ISBN 978-3-518-58491-0.
- mit Britta Heinrich u. a.: Von Vogelmenschen, Piloten und Schamanen. Kulturgeschichte und Technologien des Fliegens. Edition AZUR, Leipzig 2011, ISBN 978-3-942375-03-0.
- Weihnachtsmann. Die wahre Geschichte. S. Fischer, Frankfurt am Main 2012, ISBN 978-3-10-030063-8 (2. Auflage 2013, überarbeitete Edition als Taschenbuch im Herbst 2016).